# Абшеронський півострів
Абшеро́нський піво́стрів — півострів на Каспійському узбережжі Кавказу, вдається в море на 60 км.

## Історія
Абшерон — старий нафтовидобувний регіон. У часи високого Середньовіччя (з VIII до XIII ст.) спостерігаємо численні письмові згадки бакинської нафти в працях арабських учених (Баладзорі, Масуді, Істахрі-Абу, Абу-Дулаф, Бекран та ін.), які описували самовилив нафти на поверхню та ранній колодязний видобуток на Абшеронському півострові. Так, Масуді у своєму трактаті «Середня книга» (перша половина X ст.) відзначає:
…в Баку було два головних джерела: з одного добувалася жовта і біла нафта, а з іншого — чорна і синя. Прибуток з кожного джерела становив понад тисячу дирхемів на рік.
Масуді та Істахрі, котрі відвідали район Баку в X ст., зазначали, що нафта й газ використовувалися для нагрівання води, приготування їжі, обпалення вапна, у військових та медичних цілях.
У X—XIII ст. в селі Балахани добувалася «легка нафта», а в Сурахани — «важка». Географ XIII століття Ібн Бекран пише, що нафту в Баку очищали, щоб позбутися від її поганого запаху і зробити нафту більш придатною для лікування.

## Географія
Абшеронський півострів формою нагадує скорчений ніс, знятий у профіль. Удається до моря на 60 км, ширина до 30 км. На східному краю — піщана Шахова коса. Складений головним чином неогеновими і антропогеновими відкладеннями.
Поверхня — хвиляста рівнина (висоти від −26 м нижче за рівень моря біля берегів Каспію до 310 м на заході; середня висота 50—165 метрів) із брахіантиклінальними підняттями та грязьовими сопками (висота до 310 м на заході), з безстічними улоговинами, що містять солончаки і солоні озера; зустрічаються ділянки рухомих пісків. Ландшафт ефемерової напівпустелі із зимовою вегетацією трав. Поверхня рівнинна, місцями слабо погорбована.
На півострові є багаті нафтові й газові родовища (див. Бакинський нафтогазоносний район).
На південному узбережжі — місто Баку. Абшеронська група курортів. Багато грязьових вулканів.

### Клімат
Переважає сухий субтропічний клімат. Середня температура січня +3 °C; липня +25 °C. Річна сума опадів коливається від 140 мм у південно-західній частині до 250 мм — у північній. Часті сильні вітри (норд).

## Назва
Півострів отримав назву від селища Абшерон, що існувало до 20-х років XVIII століття. Найчастіше вважається, що слово «Абшерон»(آبشوران) походить від солона вода (мовою іраномовних татів аб — «вода», шерон — «солона»), первісно слово стосувалося Каспійського моря, а потім перейшло на прибережне селище.